# 日本書写技能検定協会

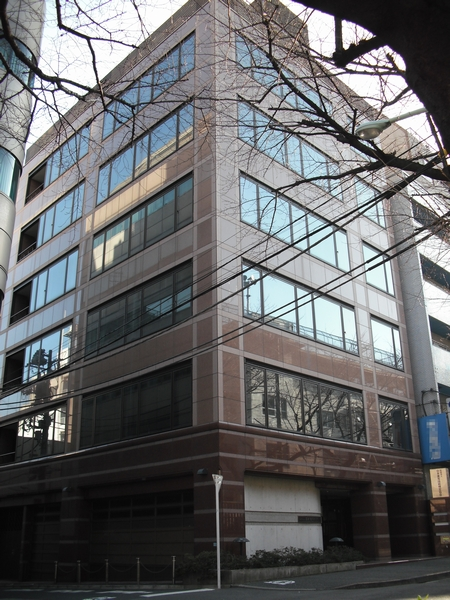
日本書写技能検定協会　社屋

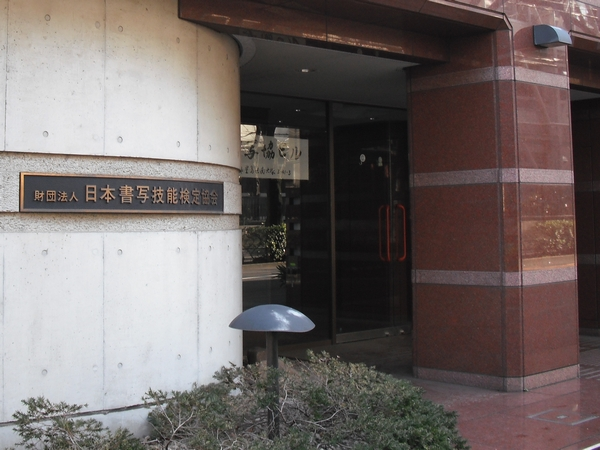
日本書写技能検定協会　社屋エントランス

一般財団法人日本書写技能検定協会（にほんしょしゃぎのうけんていきょうかい）は、硬筆書写技能検定・毛筆書写技能検定の実施等を行う一般財団法人。

## 概要
1963年11月8日に文部省認可の財団法人として設立。2012年4月、国の公益法人改革に伴い、一般財団法人へ移行した。本協会の実施する硬筆書写技能検定・毛筆書写技能検定は、公的に認められた日本唯一の書写技能検定試験であり、文部科学省・全国都道府県教育委員会が後援となっている。

## 主な事業
1. 硬筆書写・毛筆書写技能検定試験の実施事業[1]
2. 図書及び電子図書の出版事業
3. 検定試験に関する講習会の開催及び研修事業
4. 書写用具の販売事業
5. 不動産賃貸事業

## 沿革
- 1963年（昭和38年）11月8日 - 文部省の社会教育局（現在の文部科学省生涯学習局）の指導のもとに設立。
- 1964年（昭和39年）3月29日 - 第1回ペン字検定試験（現在の硬筆書写技能検定）として1級・2級・3級の試験を実施。
- 1967年（昭和42年）6月4日 - 第7回から4級の試験を実施。
- 1968年（昭和43年）2月17日 - 「文部省認定」の許可を取得する。
- 1973年（昭和48年）12月12日 - 書道検定試験（現在の毛筆書写技能検定）を「文部省認定」の検定試験とするよう申請する。
- 1973年（昭和48年）12月17日 - 書道検定試験の認定許可を取得する。
- 1974年（昭和49年）6月2日 -  第1回書道検定試験として1級・2級・3級・4級の試験を実施
- 1977年（昭和52年）1月28日 - 第29回検定より6月、11月の他に1月を加えて年3回検定を実施する。
- 1978年（昭和53年）10月 - 本社を文京区本郷から豊島区大塚に移転する。
- 1990年（平成2年）4月1日 - 検定の名称について、「ペン字検定」を「硬筆書写技能検定」に、「書道検定」を「毛筆書写技能検定」にそれぞれ変更する。
- 1994年（平成6年）12月 - 大塚の現在地に本社社屋を建設する。
- 2006年（平成18年）4月1日 - 国の行政改革方針のため名称を「文部省認定」から「文部科学省後援」に変更。さらに「準1級」「5級」を新設。
- 2012年（平成24年）4月1日 - 国の公益法人制度改革に伴い、「財団法人」から「一般財団法人」となる。
- 2015年（平成27年）3月10日現在 - 設立51年を経過し、これまでの総受験者数は1136万名を数え、合格者数は701万名に達する[2]。